# Granby Bisons
Granby Bisons byl kanadský juniorský klub ledního hokeje, který sídlil v Granby v provincii Québec. V letech 1981–1995 působil v juniorské soutěži Quebec Major Junior Hockey League. Založen byl v roce 1981 po přestěhování týmu Sorel Éperviers do Granby. Zanikl v roce 1995 po přetvoření frančízy v nový tým Granby Prédateurs. Své domácí zápasy odehrával v hale Centre sportif Léonard-Grondin s kapacitou 2 385 diváků.
Nejznámější hráči, kteří prošli týmem, byli např.: Patrick Roy, Éric Desjardins, Serge Aubin, Jesse Bélanger, Philippe Boucher, Marc Bureau, Stéphane Quintal, André Racicot, Stéphane Richer nebo Pierre Turgeon.

## Přehled ligové účasti
Zdroj: 
- 1981–1982: Quebec Major Junior Hockey League
- 1982–1984: Quebec Major Junior Hockey League (Lebelova divize)
- 1984–1987: Quebec Major Junior Hockey League (Diliova divize)
- 1987–1988: Quebec Major Junior Hockey League (Lebelova divize)
- 1988–1990: Quebec Major Junior Hockey League
- 1990–1995: Quebec Major Junior Hockey League (Lebelova divize)